# Inês da França, Duquesa da Borgonha
Inês da França (em francês:  Agnès; c. 1260 – Castelo de Lantenay, 19 de dezembro de 1327) foi uma princesa da França, filha mais nova de São Luís, rei da França e da rainha Margarida da Provença, e duquesa consorte da Borgonha como esposa do duque Roberto II.

## Família
Inês foi a décima primeira criança, e última filha do rei São Luís IX da França e da rainha Margarida da Provença. Seus avós paternos eram o rei Luís VIII de França e a rainha Branca de Castela, e seus avós maternos eram o conde Raimundo Berengário IV da Provença e a condessa Beatriz de Saboia.
Entre seus irmãos, estavam: Isabel de França, Rainha de Navarra, consorte de Teobaldo II de Navarra; Filipe III de França, sucessor do pai após sua morte na Oitava Cruzada; Margarida, Duquesa de Brabante, esposa de João I de Brabante, etc.

## Biografia
Em 1279 casou-se com Roberto II, Duque da Borgonha, filho de Hugo IV, Duque da Borgonha e de Iolanda de Dreux, com quem teve dez filhos.
Com a morte de seu marido, Inês serviu como regente de Borgonha durante a minoridade de seu filho Hugo V, de 1306 até 1311. Morreu em Côte d'Or em 19 ou 20 de dezembro de 1327, e está enterrada na Abadia de Cister.

## Descendência
- João (1279-1283)
- Margarida (n. 1285), morreu jovem
- Branca (1288-1348), casada em 1307 com Eduardo I, conde de Saboia
- Margarida da Borgonha (1290-1315), casada em 1305 com o futuro rei Luís X de França
- Joana (c. 1293-1348), casada em 1313 com o futuro rei Filipe VI de França
- Hugo V, duque da Borgonha (1294-1315), sucessor do pai no ducado
- Odo IV, Duque da Borgonha (1295-1349), sucessor do irmão no ducado
- Maria (n. 1298), casada em 1310 com Eduardo I, conde de Bar
- Luís da Borgonha (1297-1316), rei de Tessalónica, casado com Matilde de Hainaut
- Roberto (1302-1334), conde de Tonnerre, casado com Joana de Chalon